# Sirope de Lieja

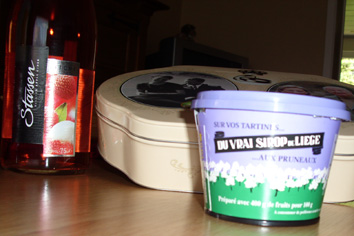
Envase de sirope de Lieja.

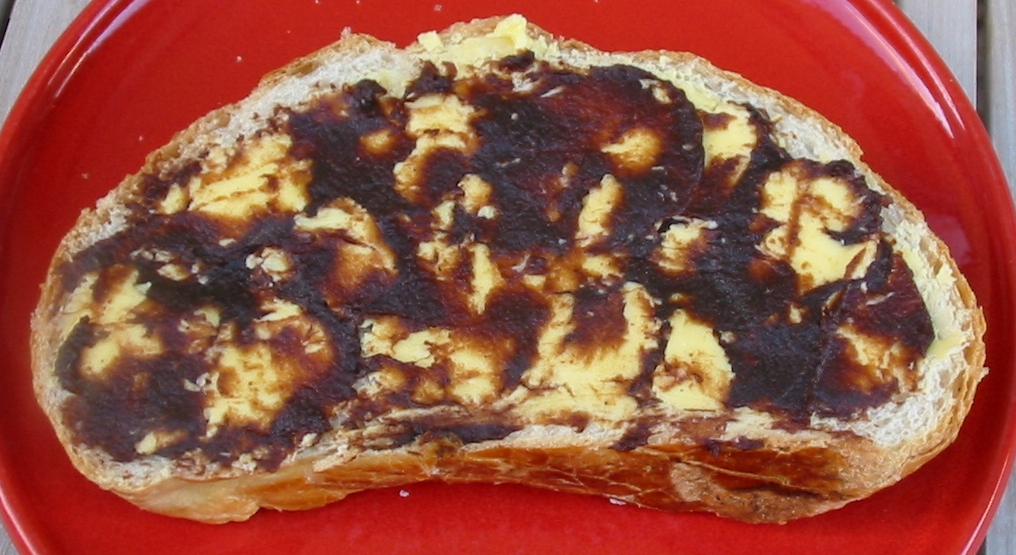
Sirope de Lieja untado con mantequilla sobre pan de repollo.

El sirope de Lieja es un tipo de melaza obtenido de la cocción del zumo de manzanas y peras (a veces también dátiles). Tras varias horas, se forma una pasta marrón muy oscura y ligeramente traslúcida.
Originalmente toda la fabricación de estos siropes se hacía en Lieja, pero actualmente se concentra en el País de Herve, al este de la provincia belga de Lieja. Un sirope muy parecido llamado birnenkraut o apfelkraut se produce en Alemania (especialmente en Eifel). En el cantón suizo de Friburgo se llama vin cuit y en el de Vaud raisinée.
El sirope de Lieja se usa como untable y en diversas recetas (boulet à la liégeoise, lapin à la liégeoise o con fromage de Herve).

## Historia
Las reducciones de fruta, idénticas al vin cuit suizo y al sirope de Lieja belga actuales, se conocen desde la antigüedad como una manera sencilla de conservar la fruta en manera casi ilimitada. El término griego clásico es siraion. Los escritores romanos, como Plinio el Viejo, Apicio o Columela, hablan de sapa, de caroenum, defritum o defrutum según el grado de reducción, que varía según los autores de la mitad al tercio de la cantidad de partida.